# Kraljevina Imeretija
Kraljevina Imeretija, (gruz.:  იმერეთის სამეფო), je bila gruzijska kraljevina, osnovana 1455. godine od strane člana kuće Bagrationi, kada je Kraljevina Gruzija bila rastvorena u suparnička kraljevstva. Prije tog vremena, Imeretija se smatrala posebnim kraljevstvom unutra Kraljevine Gruzije, u kojoj kadet grane kraljevske obitelji Bagrationi drži krunu, počevši s 1260. godinom i kraljem Davidom VI., koji se pobunio protiv mongolske vlasti i pobjegao u Abhaziju. Mongolska osvajanja u 13. stoljeću su decentralizirala i defragmentirala Gruziju, prisiljavajući preseljenje državnih centara u provincije. Imeretiju je osvojio Đuro Briljantni, koji je bio podložan Mongolima, i ujedinio ju s istočnom Kraljevinom Gruzijom. Od 1455. godine pa nadalje, kraljevstvo je postalo stalno bojno polje gruzijskih, perzijskih i turskih snaga sve dok ju nije aneksirala Carska Rusija 1810. godine. Kroz tijek tog vremena, kneževine Mingrelija, Abhazija i Gurija su proglasile svoju neovisnost od Imeretije. U perzijsko-azerskoj nomenklaturi naziv regije se mijenja u "Bas açıq", što doslovno znači "glava bez marame".

## Kraljevi Imeretije

### Prva kuća
- David I. (1259. – 1293.)
- Konstantin I. (1293. – 1327.)
- Mihael (1327. – 1329.)
- Bagrat I. (1329. – 1330.)
- Upražnjeno 1330. – 1387.
- Aleksandar I. (1387. – 1389.)
- Đuro I. (1389. – 1392.)
- Gruzija anektirala Imeretiju 1392. – 1396.
- Konstantin II.  (1396. – 1401.)
- Demetro I. (1401. – 1412.), 
  - 1412. Imeretija postala sizeren Gruzije, Demetro I. vladao kao vojvoda 1412. – 1455.

### Druga kuća
- Demetro II. (1446. – 1452.)
- Bagrat II. (1463. – 1478.)
- Aleksandar II. (1478. – 1510.)
- Bagrat III. (1510. – 1565.)
- Đuro II. (1565. – 1585.)
- Leon (1585. – 1588.)
- Rostom (1588. – 1589., 1590. – 1605.)
- Bagrat IV. (1589. – 1590.)
- Đuro III. (1605. – 1639.)
- Aleksandar III. (1639. – 1660.)
- Bagrat V. (1660. – 1661., 1663. – 1668., 1669. – 1678., 1679. – 1681.)
- Vakhtang Tchutchunashvili (1661. – 1663.)[3]
- Archil (1661. – 63., 1678. – 79., 1690. – 91., 1695. – 96., 1698.)
- Demetro (1663. – 1664.)[3]
- Đuro IV. (1681. – 1683.)[3]
- Aleksandar IV. (1683. – 1690., 1691. – 1695.)
- Šimun (1699. – 1701.)
- Đuro V. (1696. – 1698.)[3]
- Mamia (1701. – 02., 1711., 1713.)[3]
- Đuro VI. (1702. – 1707.)[3]
- Đuro VII. (1707. – 11., 1712. – 13., 1713. – 16., 1719. – 1720.)
- Đuro VIII. (1716., 1720.)[3]
- Aleksandar V. (1720. – 1741., 1741. – 1746., 1749. – 1752.)
- Đuro IX. (1741.)
- Mamuka (1746. – 1749.)
- Solomun I. (1752. – 1766., 1768. – 1784.)
- Teimuraz (1766. – 1768.)
- David II. (1784. – 1789., 1790. – 1791.)
- Solomun II. (1789. – 1790., 1792. – 1810.)